# ليبيريتس
ليبيريتس (بالتشيكية: Liberec، بالألمانية: Reichenberg ) مدينة في التشيك. عاصمة محافظة ليبيريتس وأكبر مدنها. تقع شمال البلاد قرب الحدود مع ألمانيا وتحديدا في منطقة بوهيميا التاريخية ويخترقها نهر نيسا اللوسيتي. يبلغ عدد سكانها 97770 نسمة ومساحتها الإجمالية هي 106كم مربعا.
نمت المدينة وتطورت خلال القرن التاسع عشر تطورا سريعا وكنتيجة مباشرة لهذا التطور فهي تحوي العديد من مباني تلك الفترة وأشهرها مبنى أمانة المدينة ودار الأوبرا ومتحف شمال بوهيميا.
أصبحت مقرا للألمان النازيين قبيل الحرب العالمية الثانية واختيرت عاصمة لما كان يعرف بمنطقة السوديت، المنطقة التي تنازلت عنها تشيكوسلوفاكيا مرغمة لألمانيا.

## توأمة
لليبيريتس اتفاقيات توأمة مع كل من:
- آوغسبورغ (2001 - )
- سانت غالن
- تسيتاو

## أعلام
- أوتفريد برويسلر
- طوماش إنغ
- رودريك مينزل
- مارتن دام
- فارديناند بورشيه